# Royal Mail
Royal Mail (укр. Королівська Пошта) — національний оператор поштового зв'язку Великої Британії зі штаб-квартирою у Лондоні. Є Відкритою публічною компанією з обмеженою відповідальністю та перебуває у формальному підпорядкуванні Британського короля. Член Всесвітнього поштового союзу.
Материнська компанія «Royal Mail Group Limited» надає послуги під брендами дочірніх «Royal Mail» та «Parcelforce Worldwide». «General Logistics Systems», міжнародна логістична компанія, є дочірньою компанією «Royal Mail Group». На початку 2000-х років компанія надавала послуги під спільним брендом «Consignia».
Компанія надає послуги доставки пошти по всій Великій Британії та за її межами. Всі відправлення збираються через мережу поштових та посилочних скриньок або відбираються гуртом у підприємств, після чого транспортуються до сортувальних центрів компанії. Мережа скриньок «Royal Mail» представлена однотипними стовпоподібними червоними контейнерами, вперше представленими у 1852 році. Доставка кореспонденції здійснюється щодня, крім неділі та державних свят за єдиним тарифом для всіх регіонів та типів населених пунктів. За концепцією «Royal Mail», будь-яке внутрішнє відправлення має прибути до адресата наступного дня.
Значну частину своєї історії «Royal Mail» була державною поштовою службою, що діяла як державний департамент або державна корпорація. Відповідно до Закону про поштові послуги 2011 року більшість акцій «Royal Mail» у 2013 році були розміщені на Лондонській фондовій біржі. Спочатку Уряд Великої Британії залишив за собою 30% акцій компанії, але продав залишки акцій у 2015 році, скінчивши 499-річний період державної власности «Royal Mail».

## Історія

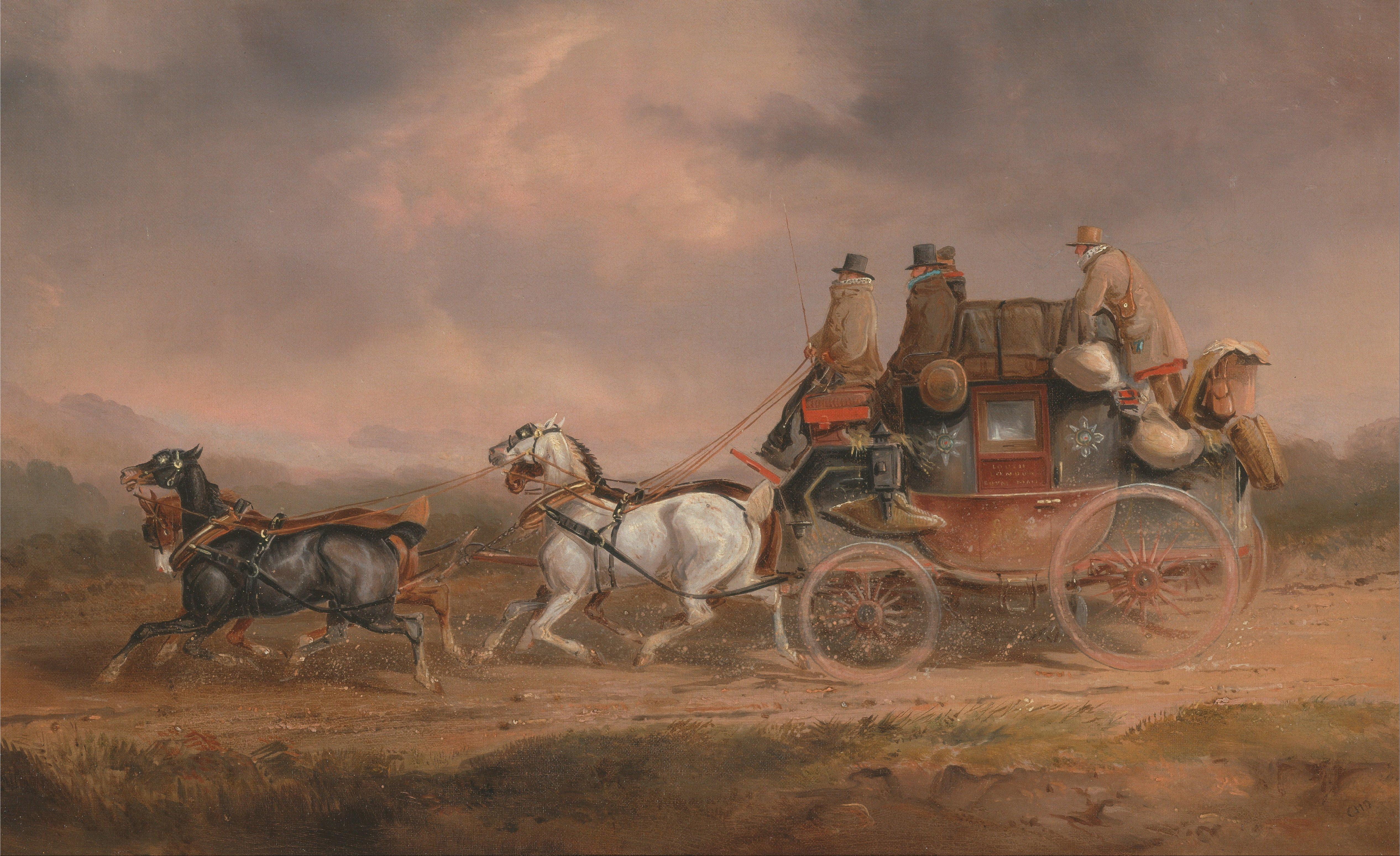
Кінна доставка пошти на маршруті Лаут — Лондон. Худ. Чарлз Купер Гендерсон, 1820

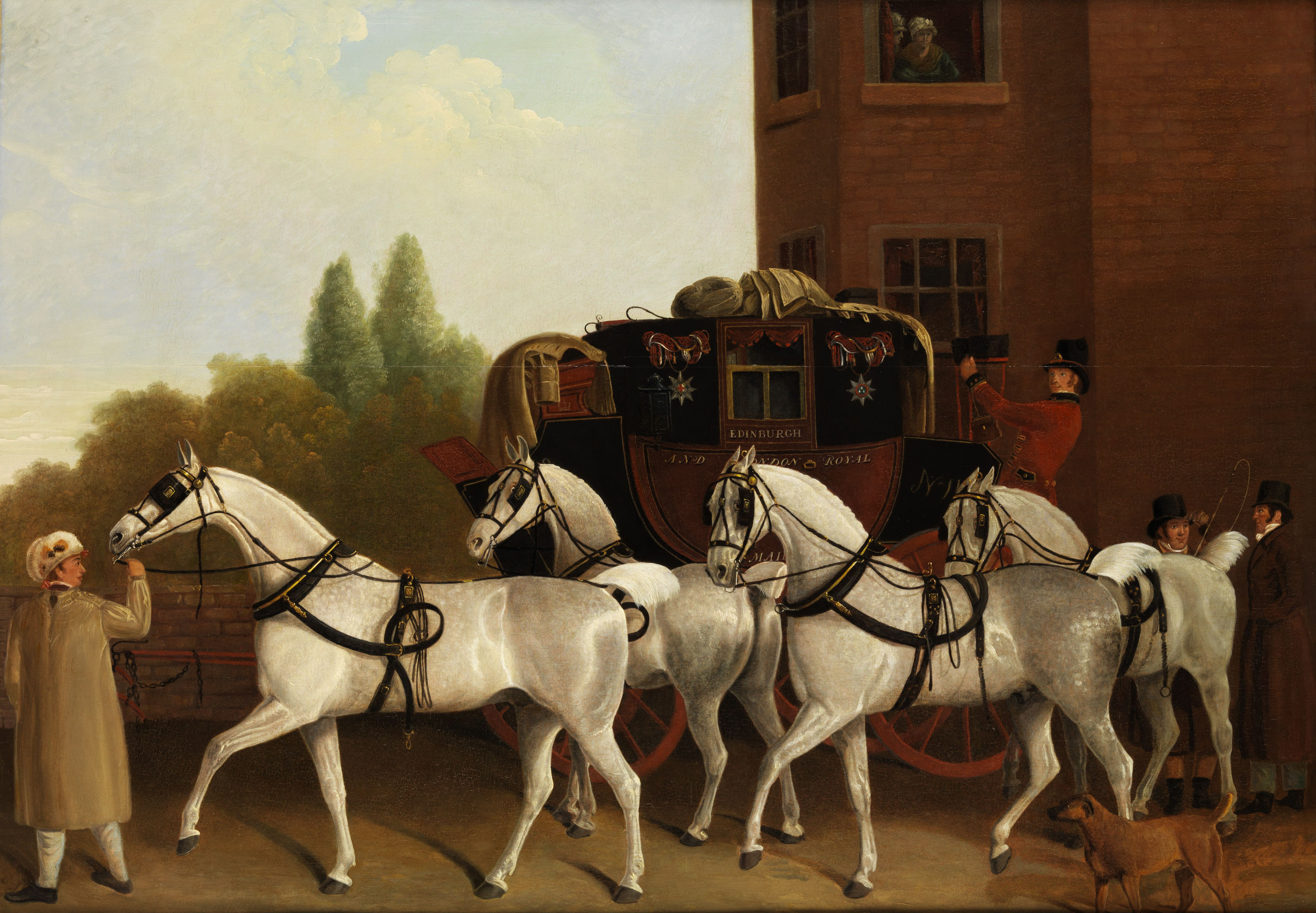
Доставка пошти в Единбурзі. Худ. Жак-Лоран Агас

У 1516 році король Генріх VIII заснував посаду «Поштового Містра», яка у 1710 році перейменована на «Генерал-поштмейстера».
У 1603 році Яків I видав акт про запровадження постійної королівської поштової доставки між Лондоном та Единбургом.
31 липня 1635 року Карл I встановив доступність королівських поштових послуг для широких мас, при цьому поштові витрати оплачував отримувач. При цьому організацією пошти займалося вузьке коло купців, яке фактично встановило власну монополію.
У 1640-х роках парламент виключив монополію купців та передав пошту під пряме підпорядкування королівського уряду.
У 1653 році, в часи протекторат Олівера Кромвеля, організацію пошти знову передано купцям. 9 червня 1657 року другий парламент протекторату прийняв «Акт про врегулювання поштових відправлень в Англії, Шотландії та Ірландії», який створив одне монопольне поштове відомство на всю територію Співдружності. Перший генерал-поштмейстер був призначений у 1661 році.
Після реставрації Стюартів у 1660 році, Карл II підписав указ про заснувавання Генерального поштового відомства.
У період з 1719 по 1763 рік Ральф Аллен, керівник поштового відомства в Баті, підписав ряд договорів з поштовими відділеннями про розвиток і розширення поштової мережі Великої Британії.
У 1784 році між Бристолем та Лондоном запроваджено доставку пошти кінними екіпажами. Перший поштовий поїзд розпочав курсувати у 1830 році на лінії Ліверпуль — Манчестер. У 1838 році запроваджено систему поштових переказів.

### Перша реформа поштової галузі

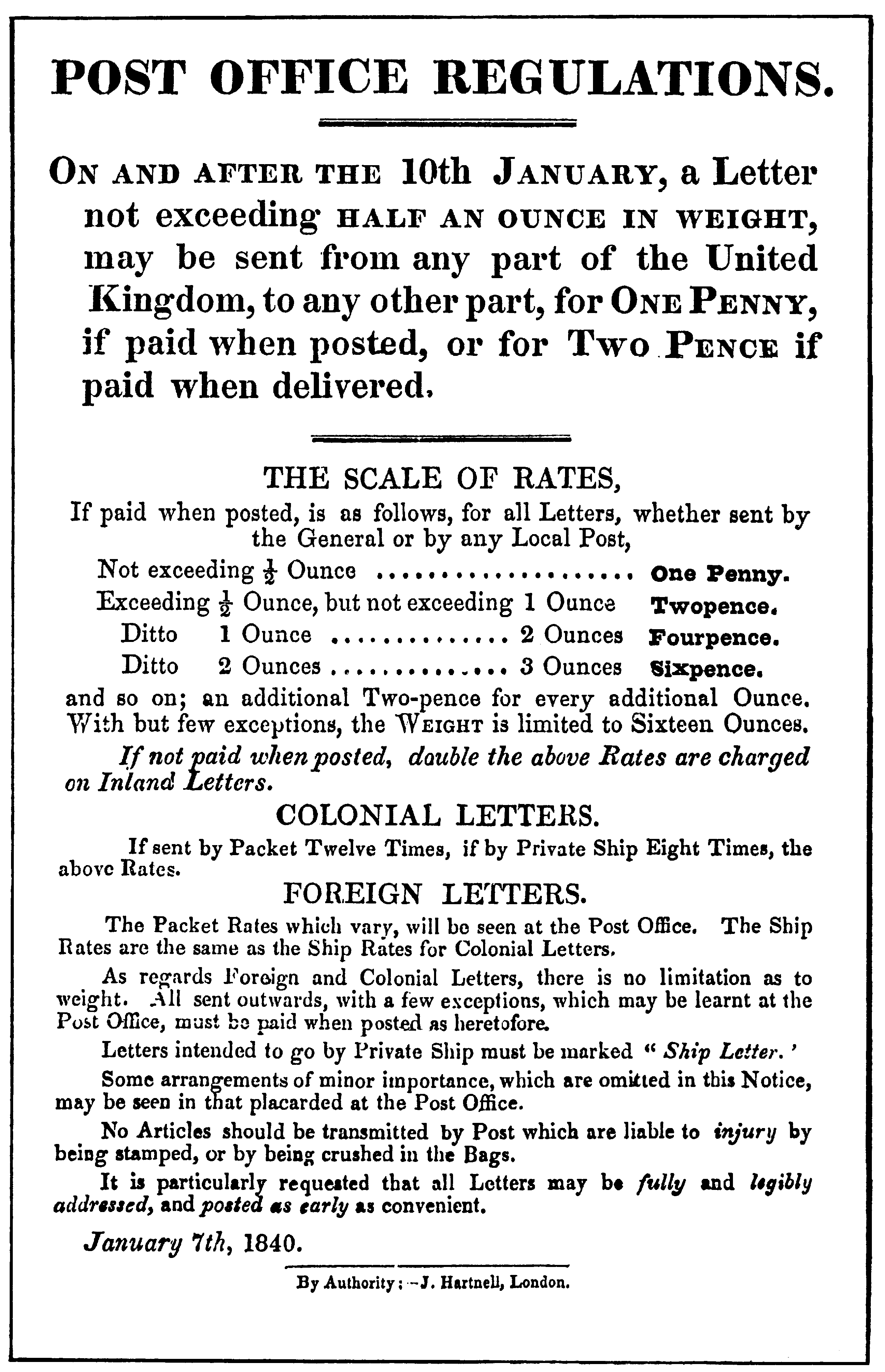
Розпорядження «Post Office Regulations» про нововведення у поштовій службі згідно «Uniform Penny Post», 7 січня 1840

У грудні 1839 року Королівською поштою вперше розглянуто питання передоплати поштових послуг. Вчитель та винахідник Роуленд Гілл запропонував ідею реформи поштової служби, зокрема у сфері оплати, де за послуги з доставки сплачував би відправник. Модель Гілла в подальшому використали поштові служби інших країн світу.
10 січня 1840 року введено в дію проєкт реформ поштової галузі «Uniform Penny Post», згідно якого відправник попередньо сплачував за єдиним тарифом за доставку у межах Великої Британії та Ірландії. За кілька місяців було випущено першу в історії поштову марку, відому як «Чорний пенні», яка з 6 травня того ж року стала повноцінним платіжним засобом. Інші нововведення включали у запровадженні продажу листівок, конвертів та інших поштових канцелярських товарів.
Оскільки Велика Британія стала першою країною, що випустила поштові марки, британські марки — єдині у світі, на яких не вказується назва країни випуску.
Наприкінці ХІХ ст. в Лондоні здійснювалося від 6 до 12 доставок пошти на день, що дозволяло клієнтам Королівської пошти обмінюватися кількома листами впродовж одного дня.
У 1870 році поштова служба розпочала надання телеграфних послуг.
У 1912 році засновано Національну телефонійну службу, підпорядковану Генеральному поштовому управлінні. У 1919 році здійснено першу міжнародну доставку авіапоштою. У 1927 році у Лондоні відкрито Поштове управління залізниці.
У 1941 році між Великою Британією та Єгиптом запущено регулярне поштове авіасполучення. Згодом польоти розширено на: Канаду (1941), Східну Африку (1941), Бірму (1942), Індію (1942), Південну Африку (1942), Австралію (1943), Нову Зеландію (1943), Цейлон (1944) та Італію (1944).

### Статутна корпорація

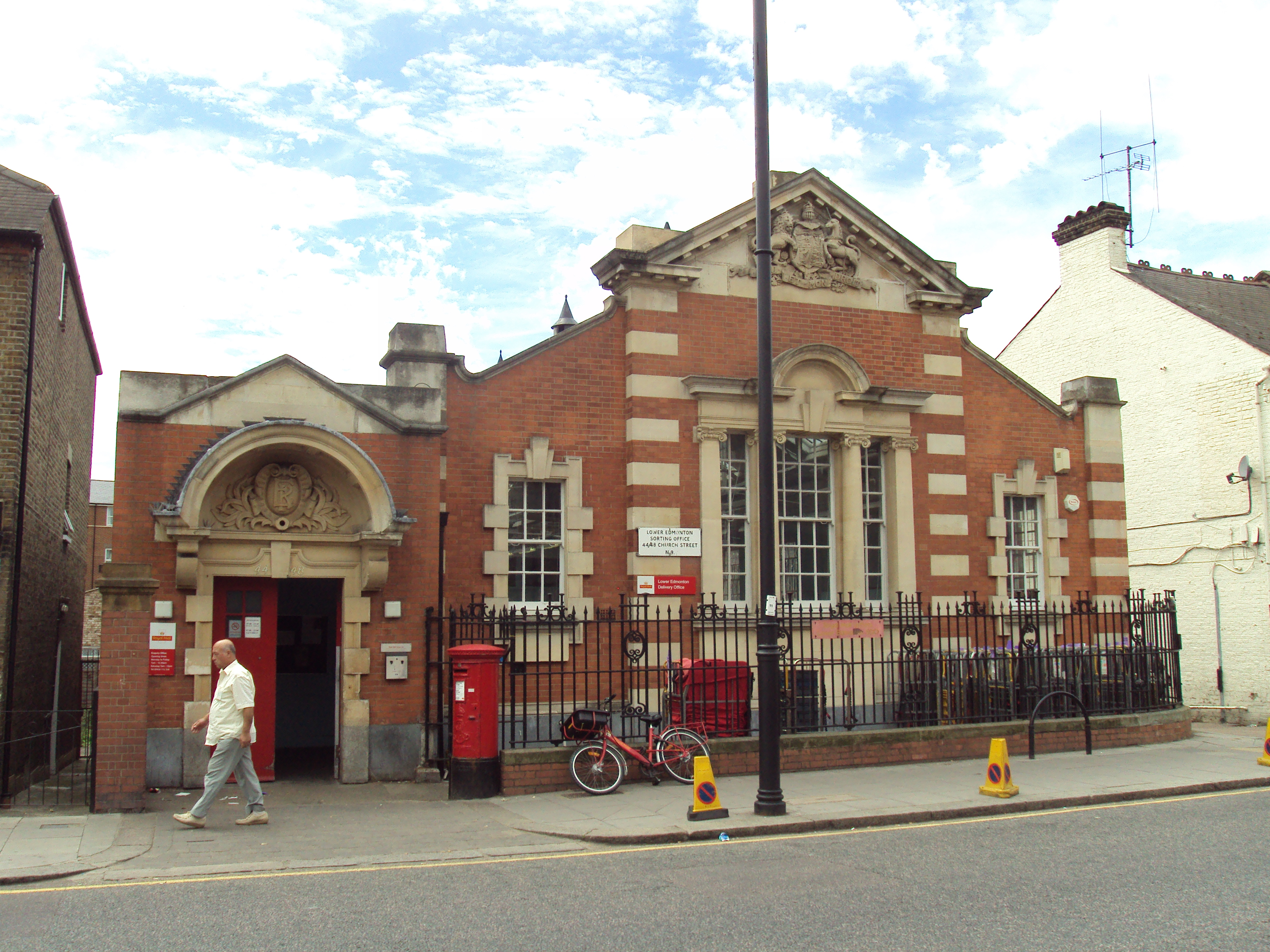
Едмонтонський поштамт, Лондон

Згідно Закону про пошту 1969 року Генеральне поштове управління було реорганізовано з державного департаменту на статутну корпорацію, відому просто як Поштове управління. Посада генерального поштмейстера скасована і замінена посадами голови та виконавчого директора.
У 1968 році ввдено двокласову поштову систему, за якою поштові послуги надавалися за першим та другим класом. Того року Поштове управління відкрило банк під назвою «National Giro Bank».
У 1971 році поштова служба Великої Британії припинила діяльність на два місяці (від січня до березня) внаслідок національного поштового страйку.
Протягом 1959—1974 років впроваджувалася уніфікована система поштових індексів для Великої Британії та Північної Ірландії.
У 1988 році поштові працівники провели свій перший національний страйк.
У 1989 році «Royal Mail» заснувала компанію «Romec» (Royal Mail Engineering & Construction) для надання послуг з обслуговування об'єктів для свого бізнесу. 51% активів «Romec» належать «Royal Mail», арешта 49% — «Haden Building Management Ltd», яка була трансформована на «Balfour Beatty WorkPlace».
У 1980 році «British Telecom» відокремлений від корпорації Поштового управління та у 1981 році перетворений на самостійну компанію. У 1990 році «Girobank» проданий «Alliance & Leicester», а «Royal Mail Parcels» перейменовано на «Parcelforce». Решта підрозділів продовжувала перебувати у державній власності. Однак у 1990-х роках президент Ради торгівлі Майкл Хезелтайн розпочав підготовку до можливоприватизації «Royal Mail», і у травні 1994 року була опублікована «Зелена книга про поштову реформу», у якій викладено різні варіанти приватизації. Однак ці ідеї виявились суперечливими і були виключені з виступу королеви 1994 року після ряду виступів консерваторів.

### Реструктуризація

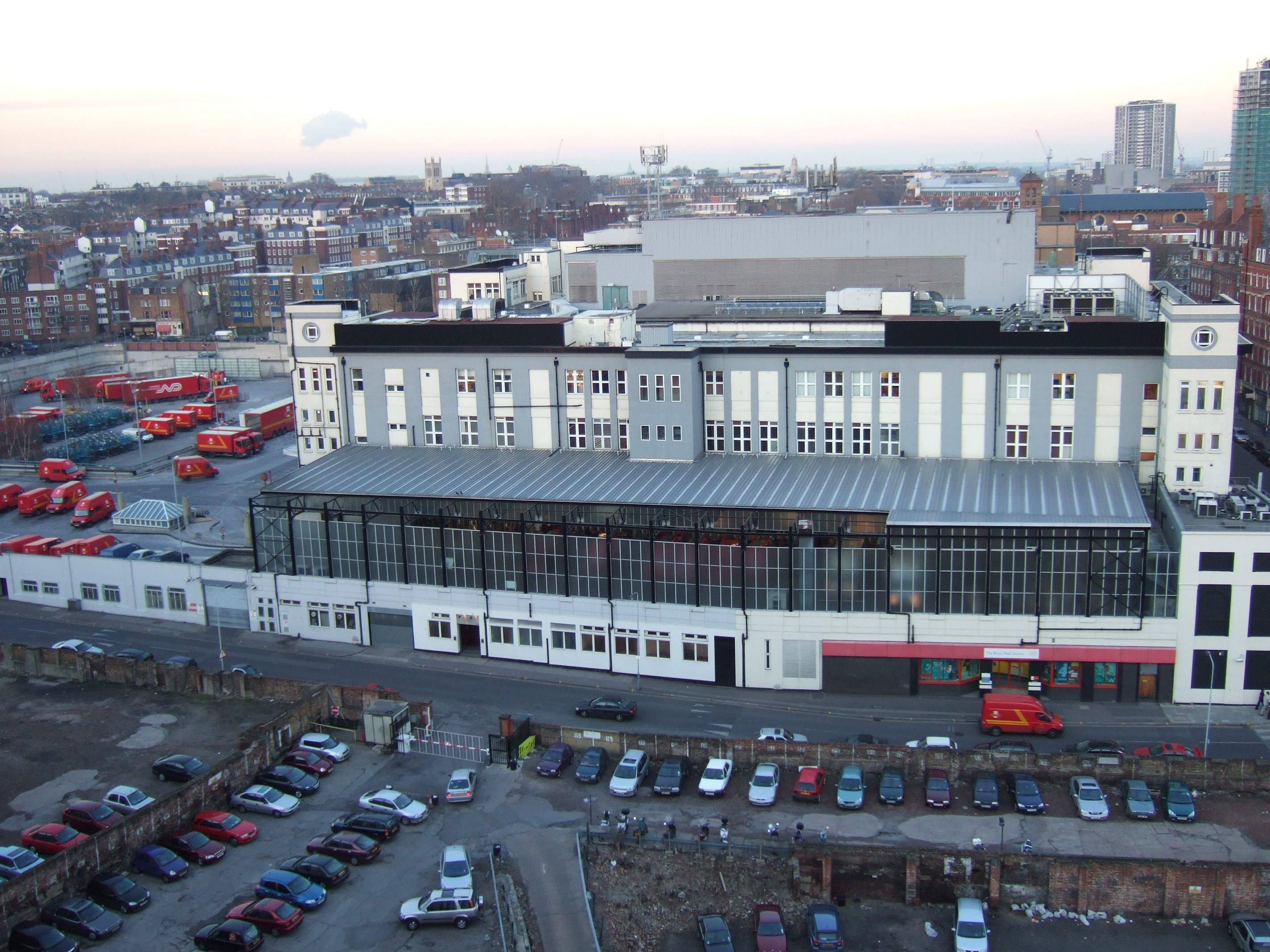
Mount Pleasant Mail Centre — найбільший сортувальний центр, Лондон

У 2000 році прийнято Закон про поштову службу, згідно якого Королівська пошта стала акціонерним товариством, де уряду належало 50 004 простих акцій плюс 1 спеціальна акція. У 2001 році компанія перейменована на «Consignia plc», однак вже наступного року перейменована на «Royal Mail Group plc.».
У 1999 році «Royal Mail» запустила підрозділ електронної комерції «ViaCode Limited», який був ліквідований у 2002 році.
В рамках Закону 2000 року уряд створив поштовий регулятор — Комісію з надання поштових послуг, відому як «Postcomm», що пропонувала приватним компаніям ліцензії на доставку пошти. У 2001 році створена Рада споживачів поштових послуг, відома як «Postwatch».
У 2004 році скасовано другу щоденну доставку пошти. Того ж року ліквідована мережа пересувних сортувальних відділень. Наступного року «Royal Mail» підписала контракт з «GB Railfreight» на експлуатацію залізниці між Лондоном та Шотландією (нічне перевезення пошти без сортування у поїзді). Згодом запущено лінію Лондон — Ньюкасл.
1 січня 2006 року «Royal Mail» втратила свою 350-річну монополію і британський поштовий ринок став відкритим для конкуренції. Конкурентам було дозволено відбирати та сортувати пошту і передавати її «Royal Mail» для доставки клієнту. «Royal Mail» представила пропорційне ціноутворення для внутрішньої пошти першого та другого класу, при чому враховується розмір та вага відправлень. Також запроваджено послугу поштової онлайноплати, що дозволяє клієнтам оплачувати поштові послуги в інтернеті.
У 2007 році компанія «Royal Mail Group plc» реорганізована на «Royal Mail Group Ltd» з незначною зміною юридичного статусу.
1 жовтня 2008 року «Postwatch» реорганізовано на «Consumer Focus».
У 2008 році через постійне падіння обсягів пошти уряд доручив незалежну перевірку сектору поштових послуг. Рекомендації, опубліковані в «Hooper Review», змусили уряд частково приватизувати компанію, продавши міноритарний пакет акцій комерційному партнеру. Однак, незважаючи на законодавство про продаж.
6 грудня 2010 року ряд платних послуг, включно з «Admail» та обслуговування поштових скриньок, були вилучені зі Схеми внутрішньої пошти (ILPS) та стали доступними за контрактом підрядника.

### Приватизація
До 31 грудня 2012 року здійснено адаптацію поштового ринку Великої Британії для конкурентських засад. На основі доопрацьованого проєкту приватизації «Royal Mail» уряд прийняв Закон про поштову службу 2011 року, який дозволяв приватизувати до 90% компанії, решта 10% акцій передати співробітникам «Royal Mail».
У рамках виконання Закону, 1 жовтня 2011 року «Postcomm» реорганізована в «Ofcom», яка 27 березня 2012 року представила новий спрощений набір положень про поштові послуги. 31 березня 2012 року уряд взяв на себе історичні активи та зобов'язання пенсійної системи «Royal Mail». 1 квітня 2012 року «Post Office Ltd» стало незалежним від «Royal Mail Group» і було реорганізоване у дочірню компанію «Royal Mail Holdings» з окремим керівництвом та радою директорів. Між двома компаніями було підписано 10-річну міжвідомчу угоду, що дозволила поштовим відділенням продовжувати реалізовувати марки та обробляти відправлення для «Royal Mail». Закон також містив можливість для «Post Office Ltd» стати партнером у майбутньому.
У липні 2013 року оголошено про те, що акції «Royal Mail» будуть розміщені на Лондонській фондовій біржі та відтверджено те, що співробітники компанії матимуть право на безкоштовні акції.
Заявки на купівлю акцій для представників громадськості були відкриті 27 вересня 2013 року напередодні дебюту компанії на Лондонській фондовій біржі 15 жовтня 2013 року. Очікувалося, що уряд збереже від 37,8% до 49,9% акцій компанії. Звіт від 10 жовтня 2013 року показав, що до уряду надійшло близько 700 000 заявок, що в семеро перевищує загальнодоступні активи.
Умовна торгівля акціями розпочалася 11 жовтня 2013 року до повного лістингу 15 жовтня 2013 року. 52,2% «Royal Mail» продано інвесторам, при цьому 10% акцій передано працівникам безкоштовно. Через високий попит на акції, додатково 7,8% було продано через угоду про надмірний розподіл 8 листопада 2013. Це залишило уряду 30% акцій «Royal Mail» та 1,98 млрд фунтів від продажу акцій.

### Після приватизації
Ціни акцій зросли на 38% у перший день умовних торгів, що призвело до звинувачень у недооцінці компанії. За шість місяців ринкова вартість стала на 58% вищою від вартості продажу і досягла максимуму до 87%.
У 2014 році Лондонська асамблея проголосувала за перегляд ренаціоналізації «Royal Mail».
4 червня 2015 року оголошено, що уряд продасть свої 30% акцій. 11 червня 2015 року 15% акцій згодом було продано інвесторам, ще 1% передали працівникам компанії. 12 жовтня 2015 року продано ще 13% акцій, а ще 1% було передано працівникам. Загалом уряд зібрав 3,3 млрд фунтів від повної приватизації «Royal Mail».
На 13 січня 2020 року акції «Royal Mail» торгувалися нижче вартості випуску.

## Діяльність
Вся пошта, яку обробляє Королівська пошта, маркується як перший (традиційно червоні марки) або другий класи (сині марки) і відповідно визначається пріоритетами доставки. Концепція передбачає доставку 93% відправлень першого класу вже наступного робочого дня та доставку 98,5% другого класу впродовж трьох робочих днів.

### Сортувальні центри

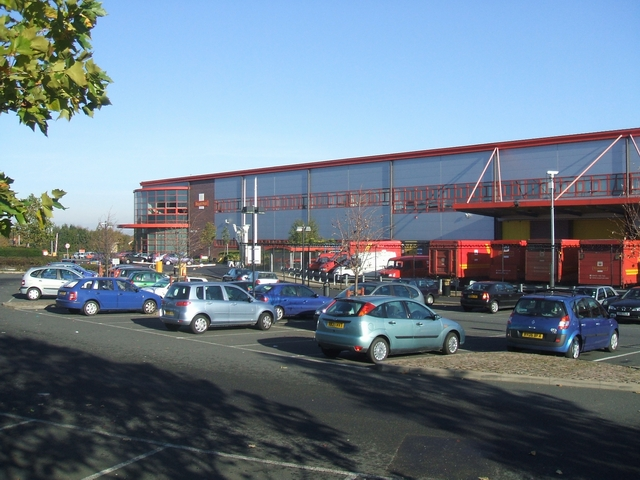
North West Midlands Mail Centre

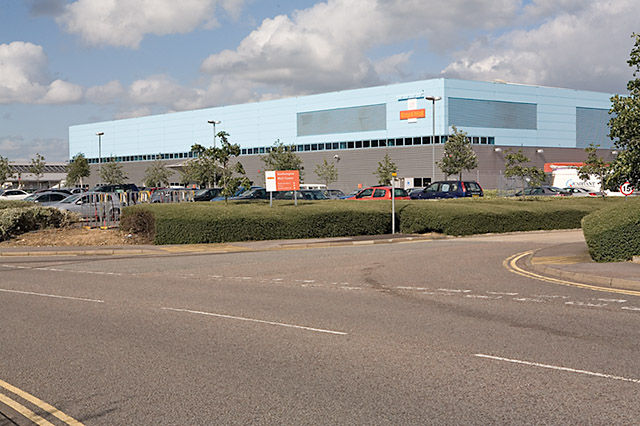
Southampton Mail Centre

«Royal Mail» оперує мережею з 37 поштових центрів (станом на 2019 рік). Кожен з центрів обслуговує велику географічно визначену територію Великої Британії та разом вони утворюють магістральну мережу операцій з обробки та доставки пошти. Пошта відбирається та доставляється до одного з поштових центрів. Після обміну між центрами пошта пересилається до одного з 1 356 відділень, звідки здійснюється кінцева доставка.
У рамках процесу сортування пошта відбирається зі стовпових скриньок, поштових відділень та доставляється до місцевого поштового центру. Процес розділений на дві частини. Вхідне сортування визначає пошту для доставки в межах географічного району, що покривається поштовим центром, яка залишається у центрі, та пошту, призначену для інших поштових центрів, яку відправляють магістральними маршрутами доставки. Вхідне сортування здійснюється щодо відправлень, отриманих з інших центрів, та визначає адресат-відділення доставки у межах покриття центром.
Станом на червень 2016 року компанія експлуатувала 38 сортувальних центрів за поштовими регіонами:
- Схід: Челмсфорд, Іпсвіч, Норвіч, Ноттінгем, Пітерборо, Ромфорд, Шеффілд, Південний Мідлендс (Нортгемптон).
- Захід: Бірмінгем, Честер, Манчестер, Північно-Західний Мідлендс (Вулвергемптон), Престон, Воррінгтон.
- Південний Схід: Кройдон, Гатвік (Кроулі), Грінфорд, Північний округ (Гемел Хемпстед), Джубілі (Хаунслоу), Мідвей, Mount Pleasant Mail Centre.
- Південний Захід: Бристоль, Кардіфф, Дорсет (Пул), Ексетер, Плімут, Саутгемптон, Суонсі, Свіндон, Труро.
- Північ: Абердин, Інвернесс, Карлайл, Единбург, Глазго, Лідс, Північна Ірландія (Ньютовеббей), Тайнсайд (Гейтсхед).

Кількість сортувальних центрів зменшується у рамках Програми раціоналізації поштової служби. У 2008 році працювало 69 поштових центрів, а в 2010 році — 64. Планувалося, що близько половини з них будуть закриті до 2016 року.

#### Інтегрована обробка пошти
Інтегрована обробка пошти — метод, який «Royal Mail» використовує для сортування пошти перед доставкою і впроваджує його з 1999 року. Система працює за рахунок автоматичного оптичного розпізнавання поштових треккодів. Вбудовані поштові процесори сканують передню і задню сторони відправлення та перетворюють адреси в машиночитаний код. Літери отримують флюоресцентний помаранчевий штрихкод, у якому зашифрована адреса

#### Автоматизовані сортувальні лінії
«Royal Mail» експлуатує 66 автоматизованих сортувальних ліній (ILSM), що були встановлені у середині 1980-х — на початку 1990-х років для підвищення швидкості та ефективності сортування і доставки пошти. Кожна з них обробляє понад 36 000 предметів на годину.

### Регіональні розподільчі центри
Станом на 2020 рік по всій країні функціонує 7 регіональних центрів розподілу пошти, які відповідають за обробку великих попередньо відсортованих відправлень від бізнес-клієнтів:
- Шотландський розподільчий центр (Вішо)
- Розповсюджувальний центр Princess Royal (Лондон)
- Національний розподільчий центр (Нортгемптон)
- Південно-західний розподільчий центр (Брістоль)
- Північно-західний розподільчий центр (Воррінгтон)
- Йоркширський розподільчий центр (Нормантон)
- Центр розповсюдження Північної Ірландії (Ньютаунабі).

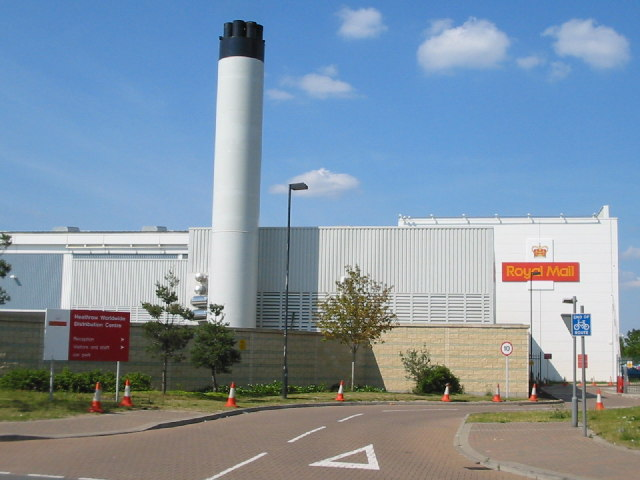
Heathrow Worldwide Distribution Centre — центр обробки міжнародної пошти

### Міжнародна пошта
«Royal Mail» оперує міжнародним центром сортування пошти у Ленглі, Беркшир, поблизу аеропорту «Гітроу», відомий як «Heathrow Worldwide Distribution Centre», де здійснюється обробка всієї міжнародної авіапошти, що прибуває і відбуває із Великої Британії.

### Транспорт
«Royal Mail» забезпечує листонош спеціальними вантажними велосипедами (зі стійкою та кошиком, вбудованими у раму), які з 1971 року для компанії виробляє «Pashley Cycles». З 2000 року списані велосипеди для доставки відправляються до Африки благодійною організацією Re~Cycle. До 2004 року до Африки відправлено понад 8000 велосипедія. У 2009 році компанія «Royal Mail» оголосила, що поступово відмовлятиметься від велосипедів, замінюючи їх на візки та фургони, однак продовжуватимуть користуватися велосипедами на окремих сільських маршрутах і повнавідмова від велосипедів не планується.
Окрім автотранспортних засобів, «Royal Mail» для перевезення пошти використовує поїзди, морські судна та літаки. Транспортним хабом компанії є аеропорт Східного Мідландса. «Royal Mail» має партнерський контракт з авіакомпанією «Titan Airways», в рамках якого здійснюється нічна доставки пошти and the type was withdrawn by Titan Airways in November 2013..
Всі судна Британського флоту цивільного та військового флоту з префіксом «RMS» були на службі Королівської пошти і здійснювали міжнародні перевезення пошти морем.

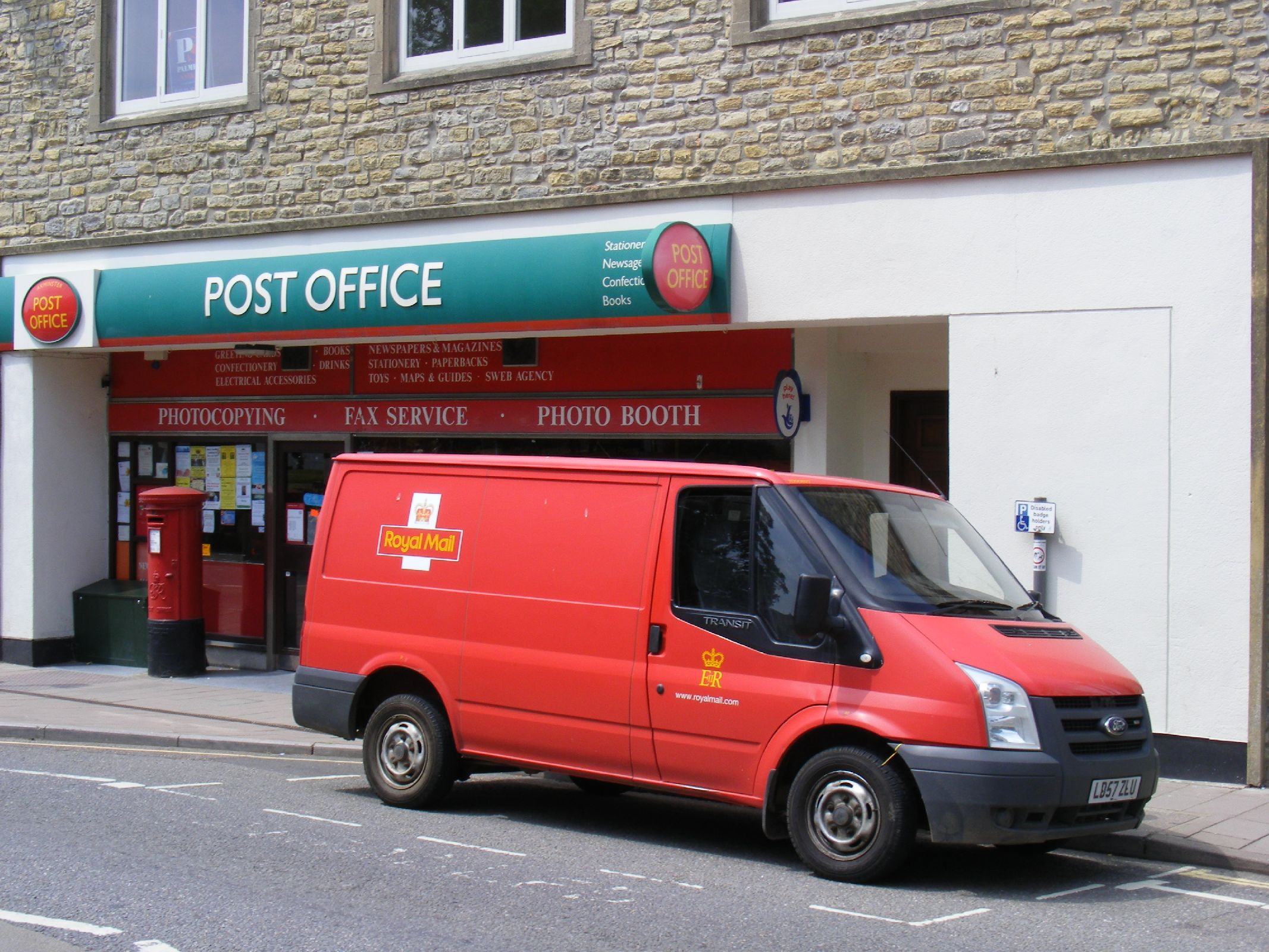
Фургон для місцевої доставки між відділеннями
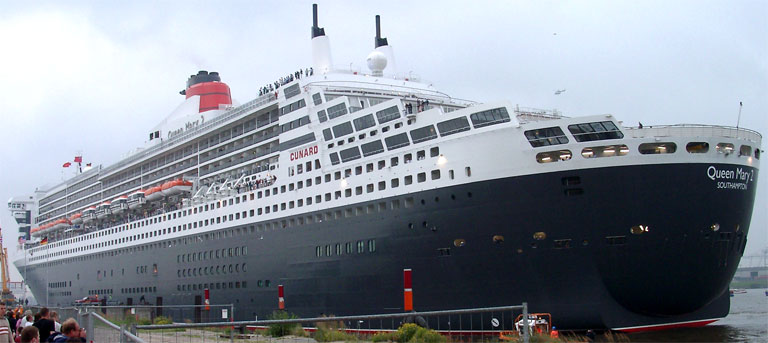
RMS Queen Mary 2 — нині єдине судно зі статусом корабля Королівської пошти
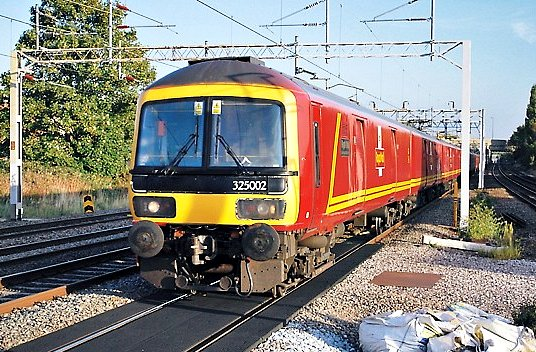
Поштовий поїзд
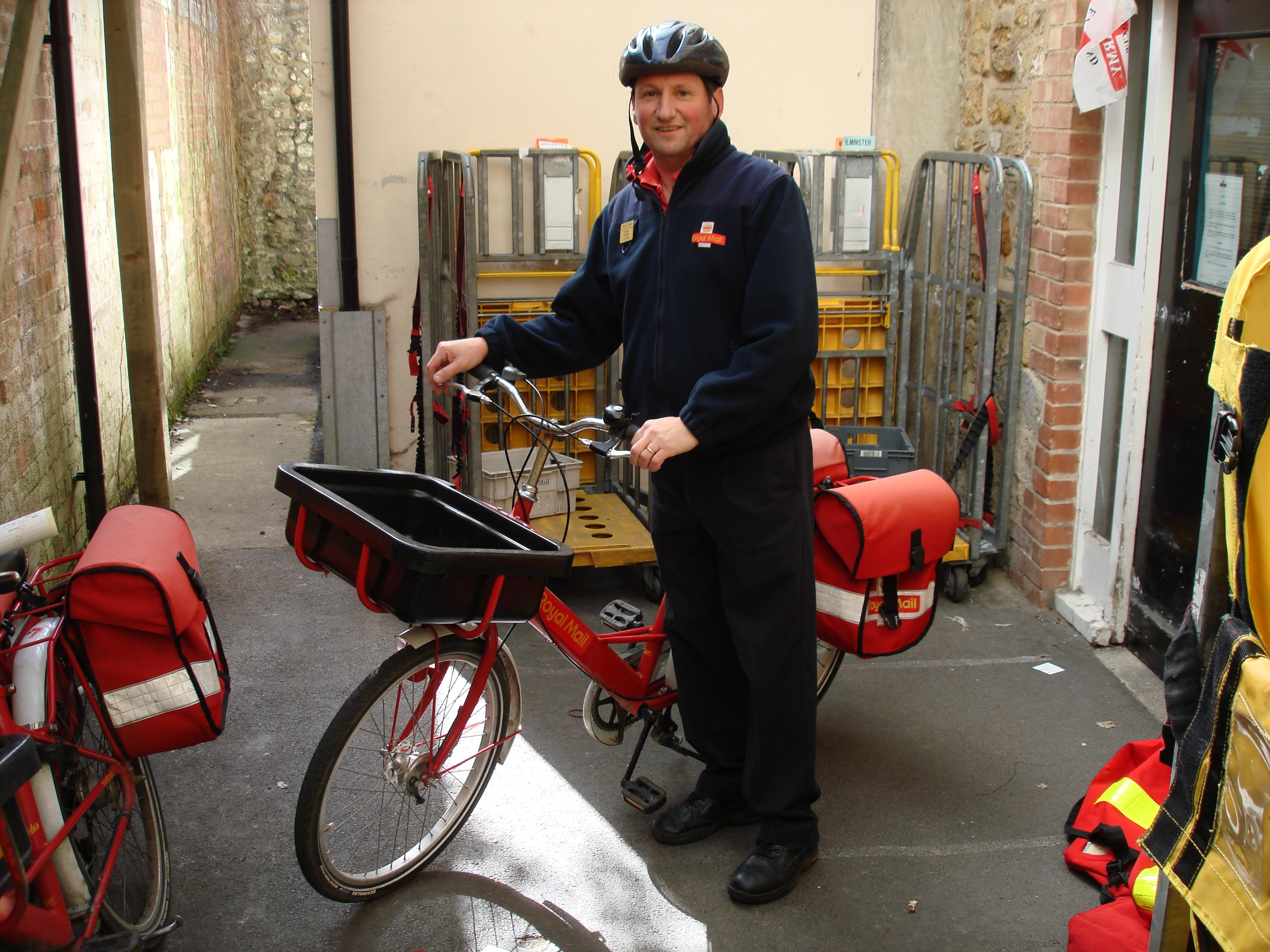
Листоноша з велосипедом

### Трудові ресурси
Станом на 2019 рік у «Royal Mail» працювало близько 162 000 штатних поштових службовців, з них 143 000 різного роду працівники та 90 000 — листоноші. Сезонні 18 000 працівників працюють у період з листопада по грудень.
У 2011 році «Royal Mail» створила власне агентство «Angard Staffing Solutions» для рекрутації тимчасових працівників.